# خطة غويلرو

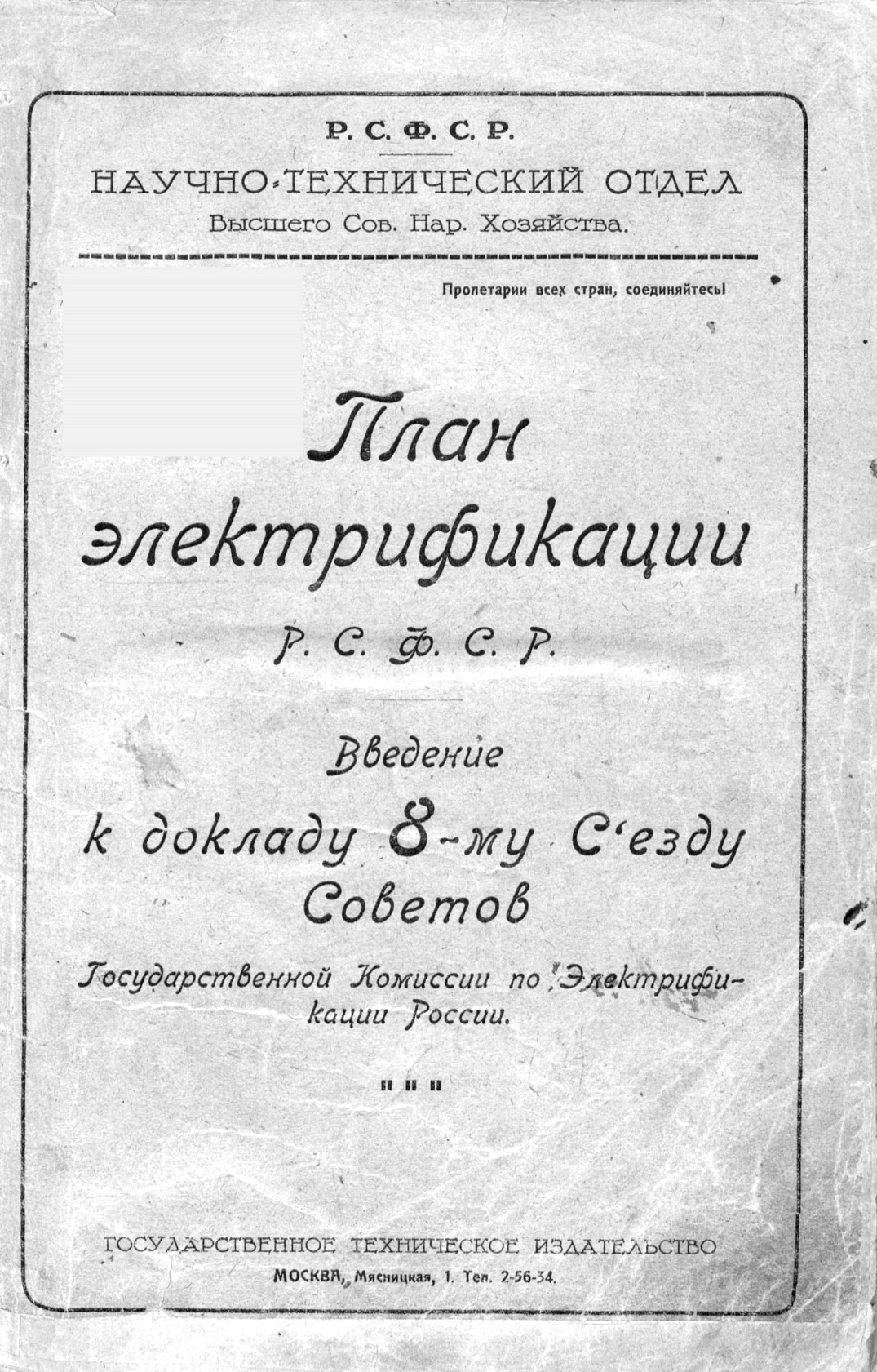
صفحة عنوان خطة غويلرو، 1920

خطة غويلرو (بالروسية: план ГОЭЛРО) أول خطة سوفيتية من نوعها لتحقيق الانتعاش الاقتصادي والتنمية الوطنية. أصبحت النموذج الأولي للخطط الخمسية اللاحقة التي صاغها غوسبلان. غويلرو هي اختصار حرفي بالروسية لجملة «لجنة الدولة لكهربة روسيا» (Государственная комиссия по электрификации России).

## وصلات خارجية
- (بالروسية) 85th anniversary of GOELRO plan نسخة محفوظة 2 فبراير 2007 على موقع واي باك مشين. at the website of RAO UES
- Map of the electrification from the الموسوعة السوفيتية العظمى